# Giro d'Italia 2009
92. ročník Giro d'Italia probíhal od 9. května do 31. května 2009. Odstartován byl týmovou časovkou v Benátkách a zakončen časovkou jednotlivců v Římě. Na startu se objevilo 198 cyklistů ve 22 týmech. Celková délka byla 3456,5 km rozdělených do 21. etap. Vítězem se stal ruský cyklista Děnis Meňšov ze stáje Rabobank.

## Etapy
| #   | Datum | Etapa                                 | km      | Vítěz                | V růžovém po etapě  |                      |
| 1.  | 9.5.  | Benátky                               | 20,5 km | Columbia-Highroad    | Mark Cavendish      | týmová časovka       |
| 2.  | 10.5. | Jesolo - Terst                        | 156 km  | Alessandro Petacchi  | Mark Cavendish      |                      |
| 3.  | 11.5. | Grado - Valdobbiadene                 | 198 km  | Alessandro Petacchi  | Alessandro Petacchi |                      |
| 4.  | 12.5. | Padova - San Martino di Castrozza     | 162 km  | Danilo Di Luca       | Thomas Lövkvist     |                      |
| 5.  | 13.5. | San Martino di Castrozza - Kastelruth | 125 km  | Děnis Meňšov         | Danilo Di Luca      |                      |
| 6.  | 14.5. | Brixen - Mayrhofen                    | 248 km  | Michele Scarponi     | Danilo Di Luca      |                      |
| 7.  | 15.5. | Innsbruck - Chiavenna                 | 244 km  | Edvald Boasson Hagen | Danilo Di Luca      |                      |
| 8.  | 16.5. | Morbegno - Bergamo                    | 209 km  | Konstantin Sivcov    | Danilo Di Luca      |                      |
| 9.  | 17.5. | Milán                                 | 165 km  | Mark Cavendish       | Danilo Di Luca      |                      |
| 10. | 19.5. | Cuneo - Pinerolo                      | 262 km  | Danilo Di Luca       | Danilo Di Luca      |                      |
| 11. | 20.5. | Turín - Arenzano                      | 214 km  | Mark Cavendish       | Danilo Di Luca      |                      |
| 12. | 21.5. | Sestri Levante - Riomaggiore          | 60,6 km | Děnis Meňšov         | Děnis Meňšov        | individuální časovka |
| 13. | 22.5. | Camaiore - Florencie                  | 176 km  | Mark Cavendish       | Děnis Meňšov        |                      |
| 14. | 23.5. | Campi Bisenzio - Bologna              | 172 km  | Simon Gerrans        | Děnis Meňšov        |                      |
| 15. | 24.5. | Forlì - Faenza                        | 161 km  | Leonardo Bertagnolli | Děnis Meňšov        |                      |
| 16. | 25.5. | Pergola - Cagli                       | 237 km  | Carlos Sastre        | Děnis Meňšov        |                      |
| 17. | 27.5. | Chieti - Blockhaus                    | 83 km   | Franco Pellizotti    | Děnis Meňšov        |                      |
| 18. | 28.5. | Sulmona - Benevento                   | 182 km  | Michele Scarponi     | Děnis Meňšov        |                      |
| 19. | 29.5. | Avellino - Vesuv                      | 164 km  | Carlos Sastre        | Děnis Meňšov        |                      |
| 20. | 30.5. | Neapol - Anagni                       | 203 km  | Philippe Gilbert     | Děnis Meňšov        |                      |
| 21. | 31.5. | Řím                                   | 14,4 km | Ignatas Konovalovas  | Děnis Meňšov        | individuální časovka |

## Celkově
|    | Jezdec            | Tým                          | Čas          |
| 1  | Děnis Meňšov      | Rabobank                     | 86 h 03' 11" |
| 2  | Danilo Di Luca    | LPR Brakes-Farnese Vini      | + 41"        |
| 3  | Franco Pellizotti | Liquigas                     | + 1' 59"     |
| 4  | Carlos Sastre     | Cervélo TestTeam             | + 3' 46"     |
| 5  | Ivan Basso        | Liquigas                     | + 3' 59"     |
| 6  | Levi Leipheimer   | Astana Team                  | + 5' 28"     |
| 7  | Stefano Garzelli  | Acqua & Sapone-Caffè Mokambo | + 8' 43"     |
| 8  | Michael Rogers    | Team Columbia-High Road      | + 10' 01"    |
| 9  | Tadej Valjavec    | Ag2r-La Mondiale             | + 11' 13"    |
| 10 | Marzio Bruseghin  | Lampre-NGC                   | + 11' 28"    |